# Pseudomyrmex spinicola
Pseudomyrmex spinicola är en myrart som först beskrevs av Carlo Emery 1890.  Pseudomyrmex spinicola ingår i släktet Pseudomyrmex och familjen myror. Inga underarter finns listade i Catalogue of Life.

## Bildgalleri

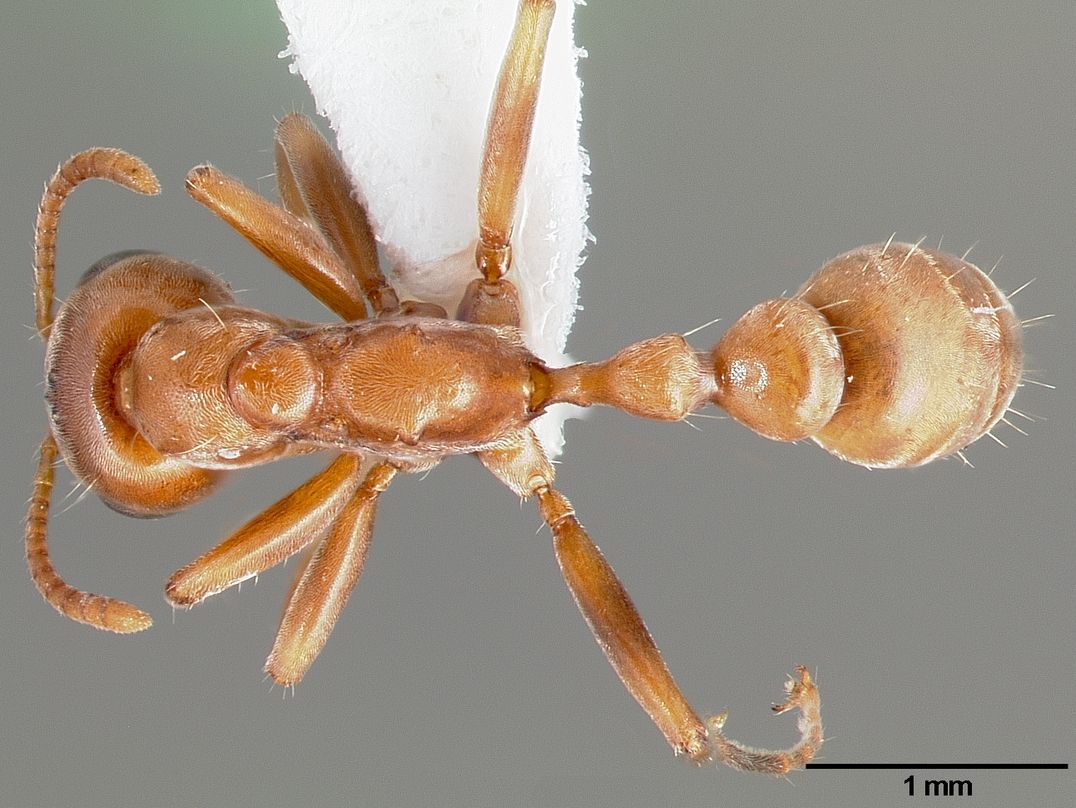
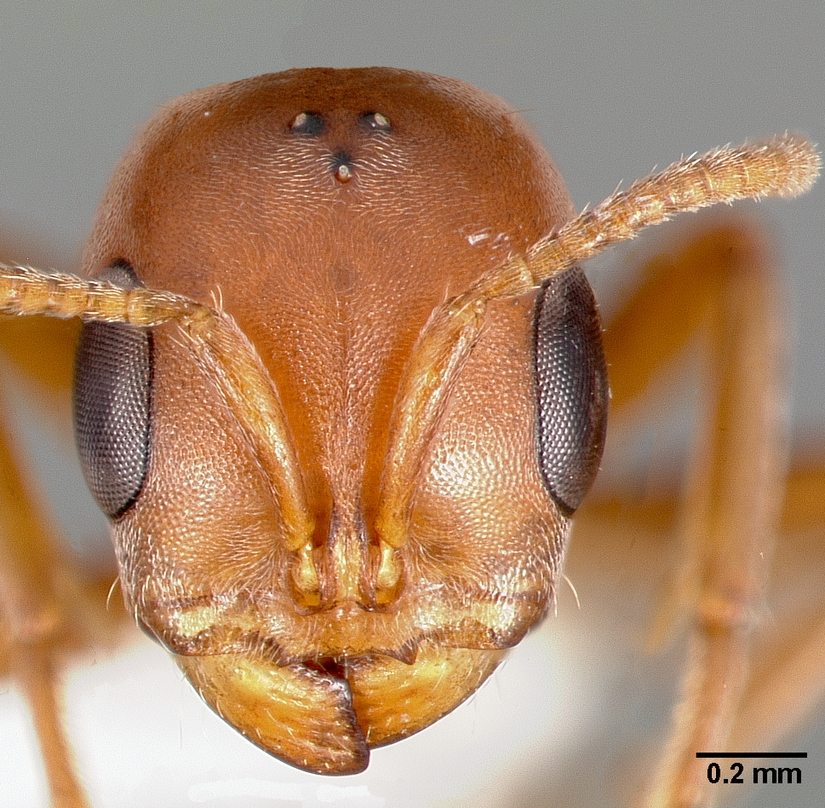
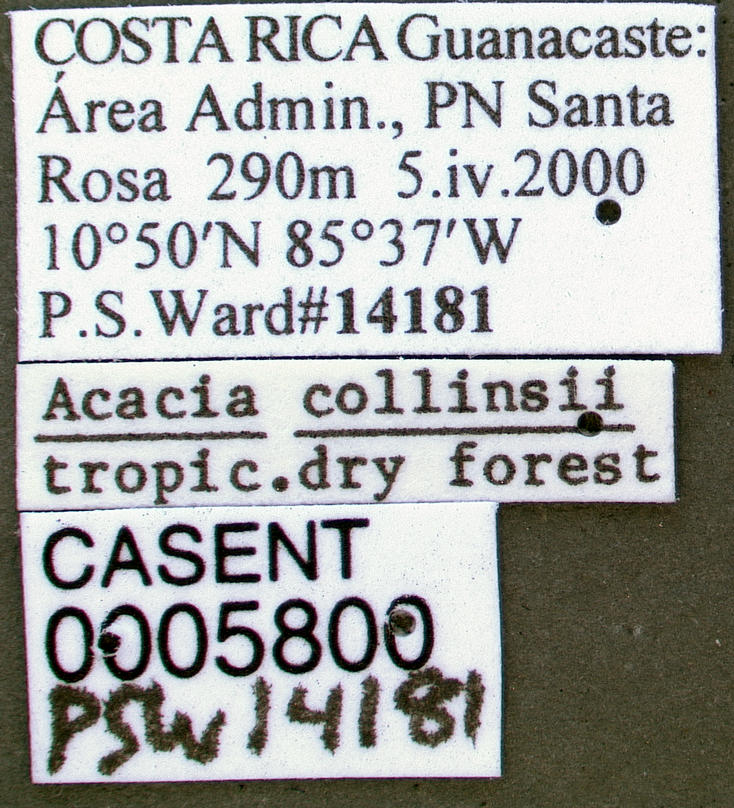